# Rohinton Noble
Rohinton Noble (data de nascimento e morte desconhecidos) foi um ciclista olímpico indiano. Noble representou sua nação em dois eventos nos Jogos Olímpicos de Verão de 1948, em Londres.